# جین دارول
جِین دارول (انگلیسی: Jane Darwell; ۱۵ اکتبر ۱۸۷۹ – ۱۳ اوت ۱۹۶۷) هنرپیشه اهل ایالات متحده آمریکا بود که بین سال‌های ۱۹۱۳ تا ۱۹۶۴ میلادی فعالیت می‌کرد.

## جوایز
او برنده جایزه اسکار بهترین بازیگر نقش مکمل زن بخاطر بازی در فیلم خوشه‌های خشم شد.

## فیلمشناسی
از فیلم‌ها یا برنامه‌های تلویزیونی که وی در آن نقش داشته‌است می‌توان آثار زیر اشاره کرد.
- بر باد رفته
- مری پاپینز
- سه پدرخوانده
- تلاش واپسین
- فصل باران آمد
- در زنجیر
- خوشه‌های خشم
- عزیز من کلمنتاین
- نبرد میدوی
- مردی با سگ شکاری

## مرگ
دارول در سالهای آخر زندگی اش در وضعیت نامناسبی قرار داشت. او در 13 آگوست 1967 در خانه و بیمارستان فیلم و تلویزیون کشور بر اثر انفارکتوس میوکارد در سن 87 سالگی درگذشت. 